# Henri Farman
Henri Farman (în franceză Henri Farman, în engleză Henry Farman, n. 26 mai 1874, Paris, Île-de-France, Franța – d. 17 iulie 1958, Paris, Île-de-France, Franța) a fost un aviator, proiectant și fabricant de avioane francez de origine engleză, care a adus contribuții importante la construirea avioanelor împreună cu frații săi, Maurice Alain Farman și Richard Farman.
Născuți în Paris, Franța, Henri, Maurice Alain (1877 - 1964) și Richard (Dick) Farman au fost fii unui jurnalist englez avut ce lucra în calitate de corespondent al unui ziar englez în Franța. Inițial, Henri Farman a studiat artele, studiind pentru a deveni pictor la faimoasa École des Beaux Arts, dar a devenit foarte rapid puternic atras de numeroasele invenții mecanice ce apăreau cu o frecvență nemaiîntâlnită până atunci la sfârșitul secolului al 19-lea. Întrucât banii nu erau o problemă în familia Farman, Henri a putut să aibă o carieră ca sportiv amator și, mai apoi, ca profesionist. În anii 1890 a devenit campion de ciclism, iar ulterior a participat în competiții automobilistice pentru Renault, așa cum a fost de pildă cursa dotată cu Gordon Bennett Cup. 

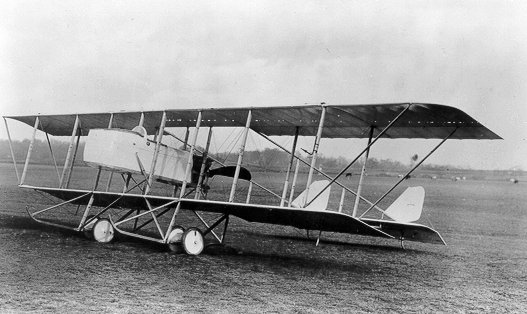
MF.11 "Shorthorn"

Când Gabriel Voisin a început să producă un avion auto-propulsat pentru vânzare în 1907, Farman a fost unul din primii săi clienți. Imediat, a stabilit un record pentru cel mai lung zbor în Europa, iar în 1908 a stabilit un alt record, primul zbor de-a lungul a mai multe țări europene. 
După ce a proiectat și construit integral primul său avion, la 29 mai 1908 a făcut o demonstrație a calităților avionului său având primul pasager aerian din Europa la bordul aeronavei sale. Împreună cu cei doi frați ai săi, a construit o intreprindere de fabricat avioane, care a devenit în timp extrem de inovativă, profitabilă și plină de succes. Modelul 1914 al fraților Farman a fost intensiv folosit ca model de recunoaștere și ca avion de observare, în special în cazul luptelor de artilerie, din timpul primului război mondial. Modelul Goliath din seria en  avioanelor Farman a fost primul avion de pasageri din lume de distanță lungă (în engleză, airliner), care a zburat regulat pe ruta Paris - Londra începând cu 8 februarie 1919.
Ca o recunoaștere a meritelor sale excepționale, în 1919, Henri Farman a devenit cavaler al Legiunii de Onoare, care este una dintre cele mai înalte distincții franceze.  

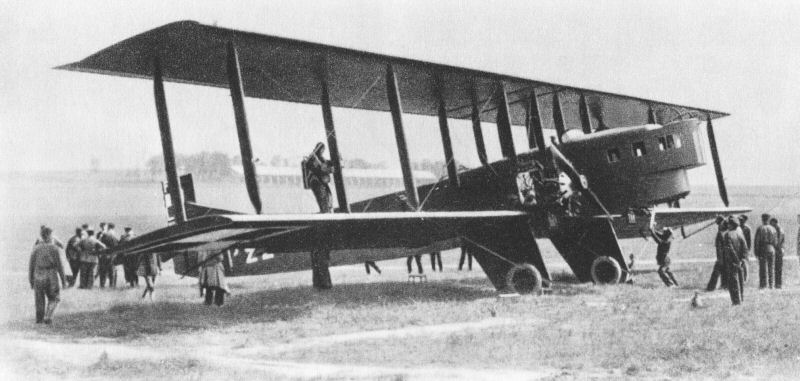
The passenger transport Goliath

După aproape treizeci de ani în construcția de avioane, Farman s-a retras în 1937, când guvernul francez a naționalizat întreaga industrie aeriană a țării.  Henry Farman a decedat în Paris în 1958 și a fost îngropat în Cimetière de Passy din Paris. 